# Пойнт-оф-Бей
Пойнт-оф-Бей (англ. Point of Bay) — містечко в Канаді, у провінції Ньюфаундленд і Лабрадор.

## Населення
За даними перепису 2016 року, містечко нараховувало 154 особи, показавши скорочення на 3,1%, порівняно з 2011-м роком. Середня густина населення становила 7 осіб/км².
З офіційних мов обидвома одночасно володіли 5 жителів, тільки англійською — 150. Усього 5 осіб вважали рідною мовою не одну з офіційних.
Працездатне населення становило 51,4% усього населення, рівень безробіття — 27,8% (41,7% серед чоловіків та 0% серед жінок). 100% осіб були найманими працівниками, а 0% — самозайнятими.

## Клімат
Середня річна температура становить 3,9°C, середня максимальна – 20°C, а середня мінімальна – -14°C. Середня річна кількість опадів – 1 076 мм.
| Клімат поселення                              | Клімат поселення | Клімат поселення | Клімат поселення | Клімат поселення | Клімат поселення | Клімат поселення | Клімат поселення | Клімат поселення | Клімат поселення | Клімат поселення | Клімат поселення | Клімат поселення | Клімат поселення |
| Показник                                      | Січ.             | Лют.             | Бер.             | Квіт.            | Трав.            | Черв.            | Лип.             | Серп.            | Вер.             | Жовт.            | Лист.            | Груд.            |                  |
| Середній максимум, °C                         | −2,26            | −2,82            | 1,38             | 6,87             | 12,30            | 17,31            | 19,96            | 20,04            | 15,12            | 9,77             | 5,04             | −0,82            |                  |
| Середня температура, °C                       | −7,81            | −8,39            | −4,18            | 1,31             | 6,72             | 11,74            | 16,44            | 16,52            | 11,60            | 6,24             | 1,51             | −4,33            |                  |
| Середній мінімум, °C                          | −13,4            | −13,97           | −9,75            | −4,27            | 1,14             | 6,16             | 12,92            | 13,00            | 8,06             | 2,72             | −2,02            | −7,85            |                  |
| Норма опадів, мм                              | 91               | 83               | 79               | 72               | 79               | 85               | 86               | 102              | 107              | 108              | 92               | 92               |                  |
| Середньомісячна швидкість вітру, м/с          | 6.76             | 6.36             | 6.18             | 5.67             | 5.17             | 4.87             | 4.54             | 4.66             | 5.19             | 5.76             | 6.38             | 6.76             |                  |
| Середньомісячна сонячна радіація, кДж/м²·день | 3740             | 6671             | 10706            | 14287            | 17348            | 19005            | 18763            | 15695            | 11543            | 6812             | 3864             | 2804             |                  |
| --------------------------------------------- | ---------------- | ---------------- | ---------------- | ---------------- | ---------------- | ---------------- | ---------------- | ---------------- | ---------------- | ---------------- | ---------------- | ---------------- | ---------------- |
| Джерело:                                      |                  |                  |                  |                  |                  |                  |                  |                  |                  |                  |                  |                  |                  |